# Powiat trzebnicki
Powiat trzebnicki – powiat istniejący w latach 1946–1975 w Polsce (w północno-wschodniej części województwa wrocławskiego). Jego siedzibą jest miasto Trzebnica. Utworzony na nowo w 1999 roku w ramach reformy administracyjnej w (w północno-wschodniej części województwa dolnośląskiego). Graniczy z powiatami: milickim, oleśnickim, średzkim, górowskim, wołowskim, wrocławskim, rawickim oraz z Wrocławiem (miasto na prawach powiatu). Przez powiat przebiega droga ekspresowa S5 i droga krajowa nr 15.

## Podział administracyjny
| Gmina                  | Typ             | Powierzchnia (km²) | Ludność (2006) | Siedziba         |
| Gmina Trzebnica        | miejsko-wiejska | 200.2              | 21 817         | Trzebnica        |
| Gmina Oborniki Śląskie | miejsko-wiejska | 153.8              | 17 838         | Oborniki Śląskie |
| Gmina Żmigród          | miejsko-wiejska | 292.1              | 15 032         | Żmigród          |
| Gmina Prusice          | miejsko-wiejska | 158.0              | 9 164          | Prusice          |
| Gmina Wisznia Mała     | wiejska         | 103.3              | 7 981          | Wisznia Mała     |
| Gmina Zawonia          | wiejska         | 118.1              | 5 453          | Zawonia          |

Przed 1 stycznia 1999 r. wszystkie gminy powiatu należały do województwa wrocławskiego.

## Demografia
Liczba ludności (dane z 30 czerwca 2005):
|        | Ogółem | Ogółem | Kobiety | Kobiety | Mężczyźni | Mężczyźni |
| osób   | %      | osób   | %       | osób    | %         |           |
| ------ | ------ | ------ | ------- | ------- | --------- | --------- |
| Ogółem | 77 166 | 100    | 39 282  | 50,91   | 37 884    | 49,09     |
| Miasto | 29 450 | 38,16  | 15 375  | 19,92   | 14 075    | 18,24     |
| Wieś   | 47 716 | 61,84  | 23 907  | 30,98   | 23 809    | 30,85     |

▶Wieś vs ▶miasto
Ogółem (▶k, ▶m)
Miasto (▶k, ▶m)
Wieś (▶k, ▶m)
W latach 1816–1945 Landkreis Trebnitz. 1 stycznia 1945 obejmował on dwa miasta Trzebnica i Strupina, 142 gminy i 1 Gutsbezirk.

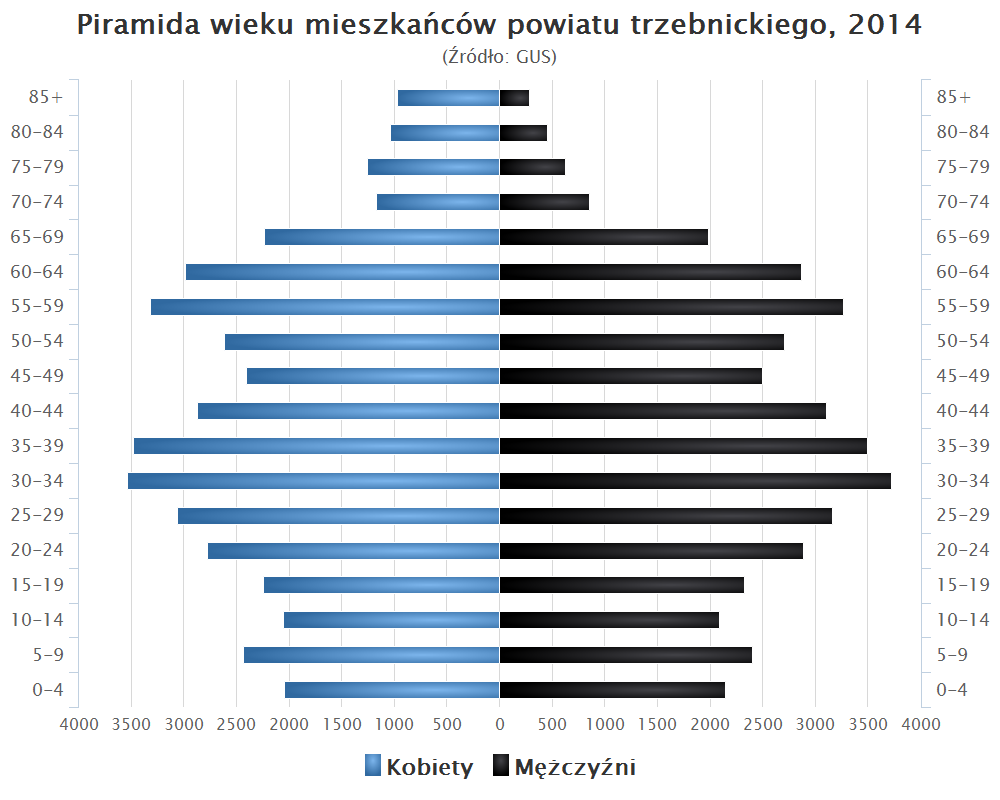
Piramida wieku mieszkańców powiatu trzebnickiego w 2014 roku

Według danych z 31 grudnia 2019 roku powiat zamieszkiwały 85 253 osoby.

## Gospodarka
W końcu listopada 2019 liczba zarejestrowanych bezrobotnych w powiecie obejmowała ok. 1,5 tys. mieszkańców, co stanowi stopę bezrobocia na poziomie 5% do aktywnych zawodowo.

## Starostowie trzebniccy
Na podstawie źródła:
- Marek Koliński (1 stycznia 1999 – 6 grudnia 2006)
- Robert Adach (6 grudnia 2006 – 18 grudnia 2014)
- Waldemar Wysocki (18 grudnia 2014 – 19 listopada 2018)
- Małgorzata Matusiak (19 listopada 2018 – nadal)